# Leiothrix mendesii
Leiothrix mendesii är en gräsväxtart som beskrevs av Harold Norman Moldenke. Leiothrix mendesii ingår i släktet Leiothrix och familjen Eriocaulaceae. Inga underarter finns listade i Catalogue of Life.